# (2709) Sagan
(2709) Sagan es un asteroide perteneciente al cinturón de asteroides descubierto el 21 de marzo de 1982 por Edward L. G. Bowell desde la Estación Anderson Mesa, en Flagstaff, Estados Unidos.

## Designación y nombre
Sagan fue designado inicialmente como 1982 FH.
Más tarde se nombró en honor del astrónomo estadounidense y divulgador científico Carl Sagan (1934-1996).

## Características orbitales
Sagan está situado a una distancia media del Sol de 2,195 ua, pudiendo acercarse hasta 2,043 ua y alejarse hasta 2,347 ua. Tiene una inclinación orbital de 2,732 grados y una excentricidad de 0,06921. Emplea 1188 días en completar una órbita alrededor del Sol.

## Características físicas
La magnitud absoluta de Sagan es 13 y el periodo de rotación de 5,256 horas. Está asignado al tipo espectral S de la clasificación SMASSII.